# Reynosia microphylla
Reynosia microphylla är en brakvedsväxtart som beskrevs av Erik Leonard Ekman och Ignatz Urban. Reynosia microphylla ingår i släktet Reynosia och familjen brakvedsväxter. Inga underarter finns listade i Catalogue of Life.